# عرب خراسان
عرب خراسان، أو عرب شرق يقال للعرب الذين يعيشون داخل حدود مقاطعات خراسان ويشكل العرب في خراسان من حيث أصول ثلاث مجموعات، المجموعة الأولى هم أکثرهم عراقيون. والمجموعة الثانية هم سكان خراسان من أصول عربية، هم من أحفاد العرب الذین سكنوا المنطقة في القرون الأولى من الإسلام، منهم أسياد. المجموعة الثالثة والأخيرة هم من عرب الأحوازالمهاجرين.

## تاريخ

### العصر الاموي
القبائل العربية تعتبر العنصر الجديد الذي أسهم في فتح خُراسَان، ونشر الإسلام فيها، واستقرَّ في حواضرها، وصبَغَها بالصبغة العربية، وجعل مواطنه هناك مراكز للتعريب انتشرت منها اللغة إلى أقاليم عِدَّة، وقواعد صلبة انطلقت منها الجيوش الفاتحة إلى بلاد ما وراء النهر إلى أن نتج عن ذلك إنشاء مراكز استقرار أخرى، ومواطن تعريب جديدة .
حيث شاركت قبائل تميم، وبكر بن وائل، وعبد القيس، والأزد، وقيس عيلان .
فقد كانت سياسة بني أمية توطين العرب في خُراسَان وبلاد ما وراء النهر وجعل من مرو عاصمة لخراسان وفارس ومنها تنطلق الجيوش الفاتحة إلى بلاد ما وراء النهر والصين والهند
```
ولكن الامويين فضلوا عدم إنشاء مدنًا خاصَّة بالعرب في خُراسَان وبلاد ما وراء النهر، ونزول العرب في الحاميات خارج المدن، ثم استقرارهم في مراكز الاستقرار واختلاطهم بالسكَّان من العجم، خلافًا للطريقة التي اتُّبِعت في العراق بالرغم من الاعتماد على نظام الأخماس القَبَلي المعروف في البصرة الذي اقتَصَر على التنظيم العسكري إلى أن تلاشَى في أُخرَيات عهد الأمويين .
```

دفع توطين العرب في السياسة الأموية أفواج من العرب بأهاليهم لِمُساندة الوُلاَة في خُراسَان، وتثبيت دعائم السلطان هناك، مما أدَّتْ إليه هذه الحركة من الاختلاط بالسكَّان .
وكان أهم مواطن العرب في خُراسَان وبلاد ما وراء النهر بالعهد الاموي والعباسي هي مرو وبلخ وهراة وترمذ وطوس ونيسابور وهمذان وكذالك استوطَنَ العرب ببلاد ما وراء النهر مثل مدن بخارى وسمرقند .

## شخصيات بارزة ومشاهير
- شيخ الإسلام الإمام إسحاق بن راهويه الحنظلي التميمي
- الإمام مسلم من بني قشير من مدينة نيسابور
- جابر بن حيان بن عبد الله الأزدي، فيلسوف وكيميائي وفلكي ولد في طوس، خراسان سنة 101 هـ.
- فخر الدين الرازي من سلالة أبو بكر الصديق
- سليمان بن كثير الخزاعي
- قحطبة بن شبيب
- نصر بن سيار الكناني
- الحارث بن سريج
- أبو عيسى محمد الترمذي
- اسد الله علم رئيس وزراء إيران بين عامي 1962 و 1964.
- محمد خزاعي سفير إيران الحالي في الأمم المتحدة.
- اللواء محمد رضا نقدي قائد قوات التعبئة (الباسيج) التابعة للحرس الثوري الإيراني.

## أبرز ولاة خراسان من العرب
- سلم بن زياد
- الربيع بن زياد الحارثي
- الحكم بن عمرو الغفاري
- قيس بن الهيثم السلمي
- عبد الله بن خازم
- بكير بن وشاح التميمي
- المهلب بن أبي صفرة
- يزيد بن المهلب
- المفضل بن المهلب
- قتيبة بن مسلم الباهلي
- الجراح بن عبد الله الحكمي
- وكيع بن حسان بن أبي سود التميمي
- أمية بن عبد الله بن خالد
- اسلم بن زرعة الكلابي
- سعيد بن عمرو الحرشي
- أشرس بن عبد الله السلمي
- عاصم بن عبد الله الهلالي
- الجنيد بن عبد الرحمن المري
- اسد بن عبد الله القسري
- نصر بن سيار الكناني